# منتخب واليس وفوتونا لاتحاد الرغبي
منتخب واليس وفوتونا لاتحاد الرغبي (بالفرنسية: Équipe de Wallis-et-Futuna de rugby à XV)‏ هو ممثل واليس وفوتونا الرسمي في المنافسات الدولية في اتحاد الرغبي
.